# Elassocumella micruropus
Elassocumella micruropus är en kräftdjursart som först beskrevs av John Todd Zimmer 1943.  Elassocumella micruropus ingår i släktet Elassocumella och familjen Nannastacidae.
Artens utbredningsområde är Florida. Inga underarter finns listade i Catalogue of Life.